# 3026 Sarastro
A 3026 Sarastro (ideiglenes jelöléssel 1977 TA1) a Naprendszer kisbolygóövében található aszteroida. Paul Wild fedezte fel 1977. október 12-én.